# Oh My Little Girl
《OH MY LITTLE GIRL》是日本唱作人尾崎豐的第13張單曲，於1994年1月21日經唱片公司Sony Music Records發行。

## 簡介
本曲的原標題為《水手服和小女孩》（セーラー服とリトルガール），在試聽帶完成後再改為《鄰家的小女孩》（となりのリトルガール），不過最後在監製須藤晃的建議之下更名為《OH MY LITTLE GIRL》。
表題曲《OH MY LITTLE GIRL》在此單曲發行前曾被收錄在1983年專輯《十七歲的地圖》中，並在一年後再以B面曲名義收錄於第2張單曲《十七歲的地圖》中。B面曲的《DONUTS SHOP》則是取自1985年推出的第3張專輯《步出破爛的門扉》。
2001年，《OH MY LITTLE GIRL》在雙A面單曲《Forget-me-not／OH MY LITTLE GIRL》中以單曲名義再發行。

## 排行榜成績
單曲在發售初週以第二名的成績登上Oricon公信榜週榜，銷量在第二週再次超越第一週，登上第一名，使尾崎豐在死後終於首次獲得週榜冠軍，在此之前的《核》和《LOVE WAY》最高排名亦只是第2名。在此之後，歌曲銷量繼續上升，最終在1994年末達到1,077,940張，獲日本唱片協會認證為百萬歌曲。此曲是尾崎自身唯一的百萬歌曲，也成為尾崎最受歡迎的歌曲。

## 收錄曲
| 曲序     | 曲目                  | 編曲                           | 时长  |
| -------- | --------------------- | ------------------------------ | ----- |
| 1.       | OH MY LITTLE GIRL     | 西本明                         | 4:34  |
| 2.       | DONUTS SHOP（ドーナツ・ショップ）（店） | Yutaka Ozaki & Heart Of Klaxon | 5:43  |
| 总时长： | 总时长：              | 总时长：                       | 10:15 |

## 發行歷史
| № | 日期          | 唱片公司           | 規格     | 規格編號 | Oricon公信榜 最高排名 | 備註                             |
| - | ------------- | ------------------ | -------- | -------- | --------------------- | -------------------------------- |
| 1 | 1995年1月21日 | Sony Music Records | 8厘米CD  | SRDL3784 | 1                     |                                  |
| 2 | 2001年4月25日 | Sony Music Records | 12厘米CD | SRCL5075 | 52                    | 與《Forget-me-not》合為雙A面單曲 |

## 媒體合作
- 富士電視台系列電視劇《愛沒有明天（日语：この世の果て）》主題曲（1994年）
- 電影主題曲（2014年）

## 收錄專輯
- 《OH MY LITTLE GIRL》
  - 《十七歲的地圖》（1983年）
  - 《將一切應該愛的東西（日语：愛すべきものすべてに）》（1996年）
  - 《13/71 - THE BEST SELECTION（日语：13/71 - THE BEST SELECTION）》（2004年）
  - 《WEDNESDAY 〜LOVE SONG BEST OF YUTAKA OZAKI（日语：WEDNESDAY 〜LOVE SONG BEST OF YUTAKA OZAKI）》（2008年）
  - 《I LOVE YOU〜BALLADE BEST（日语：I LOVE YOU〜BALLADE BEST）》（2011年）
- 《DONUTS SHOP》
  - 《步出破爛的門扉（日语：壊れた扉から）》（1985年）
  - 《WEDNESDAY 〜LOVE SONG BEST OF YUTAKA OZAKI》（2008年）
  - 《I LOVE YOU〜BALLADE BEST》（2011年）

## 現場演唱版本
- 《OH MY LITTLE GIRL》
  - 現場表演錄影帶《OZAKI・18（日语：OZAKI・18）》（1996年）：收錄了1984年3月15日尾崎在新宿RUIDO（日语：原宿RUIDO）出道公演中的演出。
  - 現場表演錄影帶《OZAKI・19（日语：OZAKI・19）》（1997年）：收錄了1985年1月12日尾崎在日本青年館公演中的演出。

## 翻唱版本
日語歌手
- 竹內惠（日语：竹内めぐみ）《"BLUE" A TRIBUTE TO YUTAKA OZAKI》（2004年）
- 河村隆一《evergreen 〜你忘記的東西〜（日语：evergreen 〜あなたの忘れ物〜）》（2006年）
- 藥師丸博子在電影《歌魂♪（日语：うた魂♪）》內翻唱（2007年）
- 伴都美子《VOICE 2〜cover lovers rock〜（日语：VOICE 2〜cover lovers rock〜）》（2008年）
- 廣瀬香美《DRAMA Songs》（2010年）
- MINMI（日语：MINMI）《The Heart Song Colection》（2011年）
- Toshl《Im A Singer Vol. 2》（2019年）

華語歌手
- 四大天王：翻唱國語版名「煙火」，收錄於四大天王1998年專輯《甜蜜蜜》。

## 製作人員
| - 尾崎豐：主唱 - 鳥山雄司：吉他手 - 本田達也：貝斯手 - 西本明：鍵盤手 - 滝本季延：鼓手 - Joe Group（ジョーグループ）：弦樂 | - 須藤晃：製作人 - 助川健：錄音、混音 - 田島照久：設計、美術指導、攝影 - TAKASHI ITO：第二工程師 - 大野邦彦：第二工程師 - 村上茂：宣傳 - ISOTOPE事務所：管理 |  |